# Jewel De'Nyle
Jewel De'Nyle (Wetmore, Colorado; 5 de agosto de 1976) es una actriz pornográfica y realizadora estadounidense. Ha recibido numerosos premios durante su carrera.

## Biografía

### Carrera como actriz porno
Como muchas actrices porno, Jewel inicia su carrera como estríper hasta que es descubierta por Selena Steele, otra actriz porno.
En 1998, y poco después de haber posado para la revista Hustler rueda Electric Sex, su primera película porno. Su buen papel le vale para fichar por New Sensations. Sin embargo, la relación entre la actriz y la compañía no es buena, hasta tal punto que decide irse acusándoles de querer hundir su carrera. Tras rodar para diversas productoras firma con Platinum X.
En 2004 anuncia su voluntad de dejar su faceta como actriz. Para ello rueda una película de despedida titulada Jewel De'Nyle's Last Movie. En ella se atreve hasta con una doble penetración vaginal.
En 2007 sorprende rodando Notorious Jewel De'Nyle and Shelly Martínez, una película exclusivamente lésbica (con aspectos fetichistas y bondage) donde solo aparecen Shelly Martínez (una luchadora de wrestling novata en el porno) y ella.
En las películas de Jewel de'Nyle es frecuente verla practicando sexo anal, dobles penetraciones y sexo interracial.

### Carrera como realizadora
Como realizadora ha rodado cerca de 80 títulos. Debutó en Sluts Of The Nyle 1: Wet Panty Sluts (2000). Entre 2001 y 2003 dirigió las 20 entregas de la saga Babes in Pornland, donde también apareció como actriz. Posteriormente, la gran mayoría de sus películas dirigidas lo serían para Platinum X.
En julio de 2006 pasa a trabajar para Fifth Element, un productora especializada en el género gonzo al igual que platinum X.
A mediados del año 2007 anuncia la creación de Platinum Jewel, su propia productora. Firma además un acuerdo de distribución con Sinsation Pictures (filial de Wicked).

## Vida personal
Ha estado casada con el conocido actor porno Peter North durante más de dos años. En 2005 se volvió a casar con Michael Stefano, también vinculado al mundo del porno.

## Curiosidades
- Su madre también ha sido actriz porno. Lo curioso es que lo fue después de Jewel, empezando su carrera cuando ya había cumplido 50 años. Rodó aproximadamente unas 30 películas de tipo MILF usando el pseudónimo de De'Bella.[8]
- Llegó a ser accionista de Platinum X.

## Premios

### AVN (Premios AVN)
- 2009 - Inclusión en el Hall of Fame de AVN[9]
- 2003 - Mejor escena de sexo anal (con Lexington Steele)
- 2001 - Mejor actriz del año
- 2001 - Mejor escena lésbica (con Sydnee Steele)

### XRCO (X-Rated Critics Organization)
- 2003 - Mejor escena (con Manuel Ferrara)
- 2001 - Mejor actriz del año
- 2001 - Premiada en la categoría "Orgasmic Analist"
- 2001 - Mejor escena lésbica  (con Inari Vachs)
- 2000 - Mejor actriz del año
- 2000 - Mejor escena en pareja (con Nacho Vidal)
- 1999 - Actriz revelación

### Otros
- 2002 - CAVR (Cyberspace Adult Video Reviews) - Mejor actriz
- 2001 - CAVR (Cyberspace Adult Video Reviews) - Actriz mas fogosa del año
- 1999 - CAVR (Cyberspace Adult Video Reviews) - Mejor actriz
- 1999 - Hot D'Or - Actriz revelación